# نیکولاس آگریفیوتیس
نیکولاس آگریفیوتیس (سیریلیک صربی: Николас Аграфиотис؛ زادهٔ ۲۵ آوریل ۲۰۰۰) بازیکن فوتبال اهل هلند است که در پست مهاجم برای باشگاه فوتبال وهن ویسبادن در لیگ دسته ۳ آلمان بازی می‌کند. 
وی در تیم ملی فوتبال زیر ۱۷ سال صربستان بازی کرده است.